# Жуніор Мораес
Алуі́зіо Ча́вес Рібе́йро Мора́ес Жу́ніор більше відомий як Жуніор Мораес (порт. Aluísio Chaves Ribeiro Moraes Júnior, нар. 4 квітня 1987, Сантус) — український футболіст бразильського походження, нападник. Відомий виступами за київське «Динамо» та донецький «Шахтар».
15 березня 2019 отримав українське громадянство.

## Біографія
Народився 4 квітня 1987 року в місті Сантус у спортивній сім'ї. Його батько грав у футбол на професійному рівні, виступав за «Фламенго» і «Сантус», а мати займалася тенісом. Крім того, у Жуніора є старший брат Бруно Мораес, який також грає у футбол на професійному рівні. Одружений, має двох дітей — син Ісак Лука Мародін (2014 р.н.) та донька Марія-Джулія (2017 р.н.).

## Клубна кар'єра

### «Сантус»
Жуніор Мораес почав грати у футбол у чотирирічному віці, пізніше займався футболом у школі «Сантуса», де разом із ним грав Робінью.
2006 року потрапив в основну команду «Сантуса». У команді дебютував 13 травня 2007 року в матчі проти «Спорт Ресіфі» (4:1), вийшовши на 61-й хвилині замість Жонаса. Усього за «Сантус» у чемпіонаті Бразилії Мораес провів 16 матчів і забив 2 голи (у ворота «Ботафого» і «Фламенго»), а також провів 2 матчі в Кубку Лібертадорес 2007 проти «Греміо». У 2007 році разом із командою виграв Лігу Пауліста.
2008 року виступав на правах оренди за «Понте-Прета».

### «Санту-Андре»
Пізніше грав за «Санту-Андре». Там він провів майже весь 2009 рік. За цей час зіграв у команді 2 матчі і забив 1 гол у чемпіонаті Бразилії, а також провів 7 матчів і забив 1 гол у Лізі Пауліста.

### «Глорія»
На початку 2010 року перейшов у румунську «Глорію» з міста Бистриця, клуб заплатив за нього 10 000 євро. У чемпіонаті Румунії дебютував 20 лютого 2010 року в домашньому матчі проти «Тімішоари» (0:0), у якому отримав жовту картку. У другій половині сезону 2009/10 Жуніор Мораес забив 10 м'ячів у 17 матчах і став найкращим бомбардиром своєї команди. Влітку 2010 року з'явилася інформація про те, що Мораес може перейти в донецький «Шахтар» чи румунські «Стяуа», «Рапід» або «Васлуй».
За підсумками опитування, проведеного виданням Gazeta Sporturilor, Мораес був визнаний найкращим легіонером чемпіонату Румунії в 2010 році, також він став найкращим нападником чемпіонату. Усього за «Глорію» він провів 32 матчі і забив 18 м'ячів у чемпіонаті Румунії.

### «Металург»
У лютому 2011 року підписав трирічний контракт із донецьким «Металургом», з яким вів переговори всього два дні; порекомендував його донецькому клубу Маріан Аліуце. Клуб за нього заплатив 1 250 000 євро.
У «Металурзі» дебютував 12 лютого 2011 року в товариському матчі проти казахстанського «Локомотива» (3:0), Мораес вийшов на 61-й хвилині замість Чипріана Тенасе. Проте, в офіційних матчах Жуніор так і не зіграв.

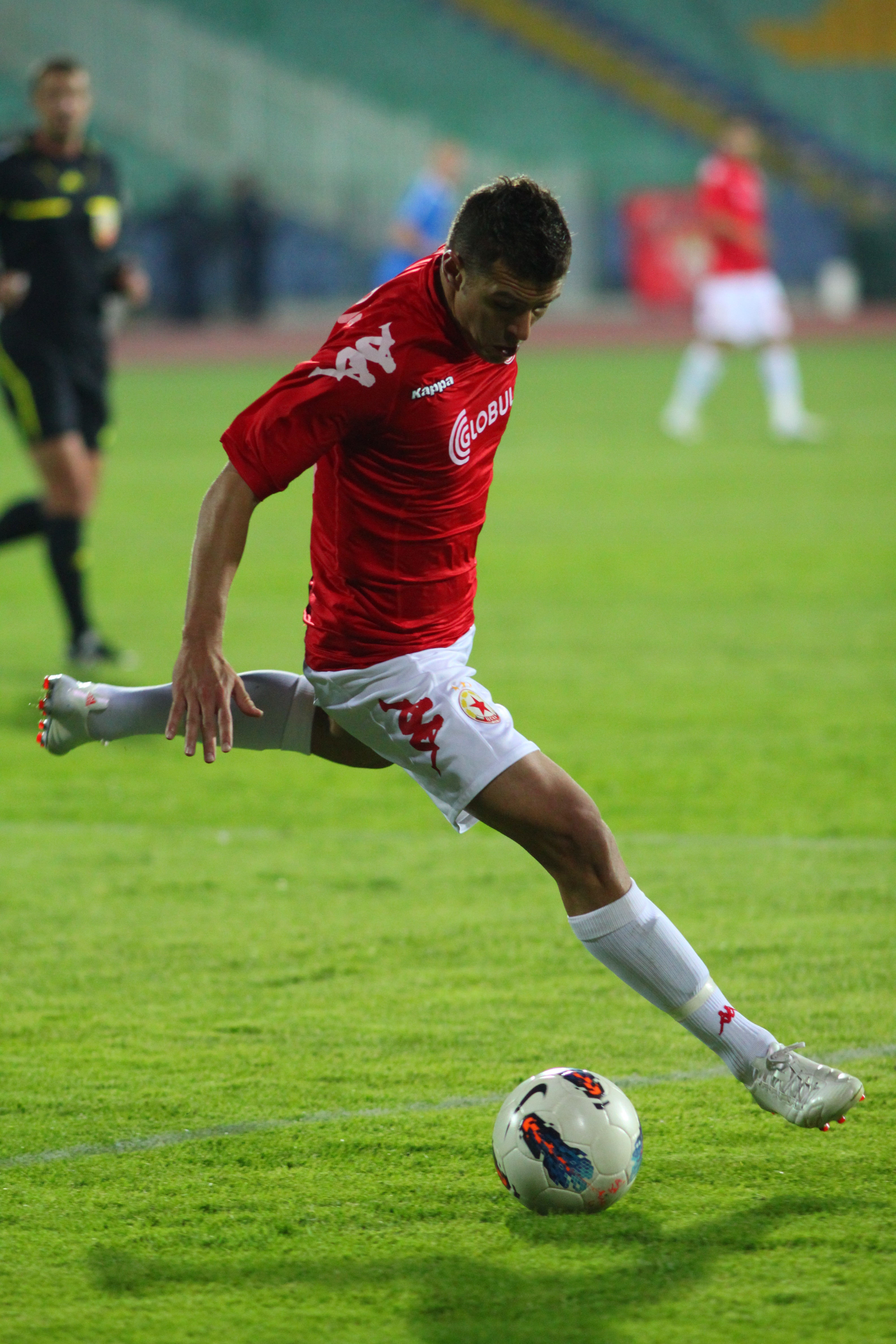
Мораес у складі софійського ЦСКА. 2011 рік

### ЦСКА
Після закінчення чемпіонату, влітку 2011 року, перейшов до болгарського ЦСКА (Софія). Забивши в сезоні 2011/12 16 м'ячів, він став найкращим бомбардиром чемпіонату Болгарії та завоював зі своїм клубом срібні медалі.

### Повернення до «Металурга»
18 липня 2012 року Жуніор Мораес повернувся до Донецька, підписавши трирічний контракт із «Металургом». Після повернення до Донецька забив 35 м'ячів у 63 матчах.

### «Динамо»
22 травня 2015 року Жуніор Мораес підписав трирічний контракт із київським «Динамо» на правах вільного агента. У першому ж домашньому матчі Жуніор відзначився голом у ворота донецького «Олімпіка», а також результативною передачею на Ярмоленка.
9 листопада 2016 року Мораес заявив:
|  | Моя головна мета — заробити виклик у національну збірну Бразилії. Знаю, що це дуже важко, але буду робити для цього все на футбольному полі. |

### «Тяньцзінь Цюаньцзянь»
28 лютого 2017 року стало відомо, що Мораес проведе решту сезону в оренді у команді «Тяньцзінь Цюаньцзянь» із Китаю.
За китайський клуб зіграв 4 матчі, в яких відзначився 2 забитими м'ячами. 7 липня 2017 року повернувся у розташування «Динамо».

### «Шахтар»
18 червня 2018 року уклав дворічну угоду з донецьким «Шахтарем» у статусі вільного агента, чим викликав бурхливе обурення серед уболівальників свого колишнього клубу, київського «Динамо», як головного конкурента «Шахтаря» у боротьбі за чемпіонство.
25 серпня 2019 року, в поєдинку 5-го туру українського чемпіонату з ФК «Маріуполь» (5:1) Жуніор Мораес забив 100-й м'яч в українських турнірах, ставши 16-м гравцем, який досяг цього рубежу в складі українських команд за роки незалежності.

### «Корінтіанс»
16 березня 2022 року підписав контракт до кінця 2023 року з «Корінтіансом». За рік кар'єри в бразильській команді зіграв за неї 21 матч у всіх турнірах і забив 1 м'яч. У червні 2023 року нападник розірвав контракт із клубом. Бразилець домігся цього рішення через суд, ставши вільним агентом. Основними аргументами адвокатів Жуніора для розірвання контракту з «Корінтіанс» були відсутність оплати за іміджеві права, а також відпускних за більш ніж 11 місяців.

## Кар'єра в збірній
Указом Президента України від 15 березня 2019 року одержав громадянство України.
19 березня 2019 року одержав дебютний виклик до збірної України на поєдинки відбіркового турніру до Євро-2020 проти Португалії та Люксембургу. Дебютував 22 березня у матчі проти збірної Португалії (0:0), замінивши на 76-й хвилині Романа Яремчука.
26 березня 2019 року португальське ЗМІ MaisFutebol опублікувало статтю про порушення при натуралізації гравця, у зв'язку з чим Федерація футболу Люксембургу подала до ФІФА протест, який був відхилений.
28 березня 2021 року забив свій перший гол за збірну України — в домашньому матчі другого туру відбіркового турніру до Чемпіонату світу з футболу 2022 проти збірної Фінляндії (1:1), відкривши рахунок на 80-й хвилині гри.. Він став найстаршим автором дебютного голу в складі збірної України. Мораес забив гол у віці 33 років 358 днів. Раніше найстаршим гравцем, який забив дебютний гол за збірну України, був Едмар, який уперше відзначився голом (у матчі проти Сан-Марино — 9:0) у віці 33 років і 82 днів у 2013 році.
У квітні 2021 року Мораес отримав тяжку травму на тренуванні — розрив хрестоподібних зв'язок правого коліна — і не зміг допомогти збірній під час фінальної частини Євро 2020.
| Дата       | Місто      | Господарі  | Результат | Гості     | Турнір                               | Голи | Примітки |
| ---------- | ---------- | ---------- | --------- | --------- | ------------------------------------ | ---- | -------- |
| 22-3-2019  | Лісабон    | Португалія | 0 – 0     | Україна   | Відбір до ЧЄ 2020                    | -    | 76'      |
| 25-3-2019  | Люксембург | Люксембург | 1 – 2     | Україна   | Відбір до ЧЄ 2020                    | -    |          |
| 7-9-2019   | Вільнюс    | Литва      | 0 – 3     | Україна   | Відбір до ЧЄ 2020                    | -    | 65'      |
| 10-9-2019  | Дніпро     | Україна    | 2 – 2     | Нігерія   | товариський матч                     | -    | 37'      |
| 11-10-2019 | Харків     | Україна    | 2 – 0     | Литва     | Відбір до ЧЄ 2020                    | -    |          |
| 03-09-2020 | Львів      | Україна    | 2 – 1     | Швейцарія | Ліга націй УЄФА 2020-2021 - 1-й етап | -    |          |
| 11-11-2020 | Хожув      | Польща     | 2 – 0     | Україна   | товариський матч                     | -    | 46'      |
| 14-11-2020 | Лейпциг    | Німеччина  | 3 – 1     | Україна   | Ліга націй УЄФА 2020-2021 - 1-й етап | -    | 75'      |
| 24-3-2021  | Сен-Дені   | Франція    | 1 – 1     | Україна   | Відбір до ЧС 2022                    | -    | 72'      |
| 28-3-2021  | Київ       | Україна    | 1 – 1     | Фінляндія | Відбір до ЧС 2022                    | 1    | 67'      |
| 31-3-2021  | Київ       | Україна    | 1 – 1     | Казахстан | Відбір до ЧС 2022                    | -    | 67'      |
| Усього     |            | Матчів     | 11        |           | Голів                                | 1    |          |

## Досягнення
- Переможець Ліги Пауліста: 2007
- Чемпіон України: 2015–2016
- Володар Суперкубку України: 2016